# Embajada Macartney

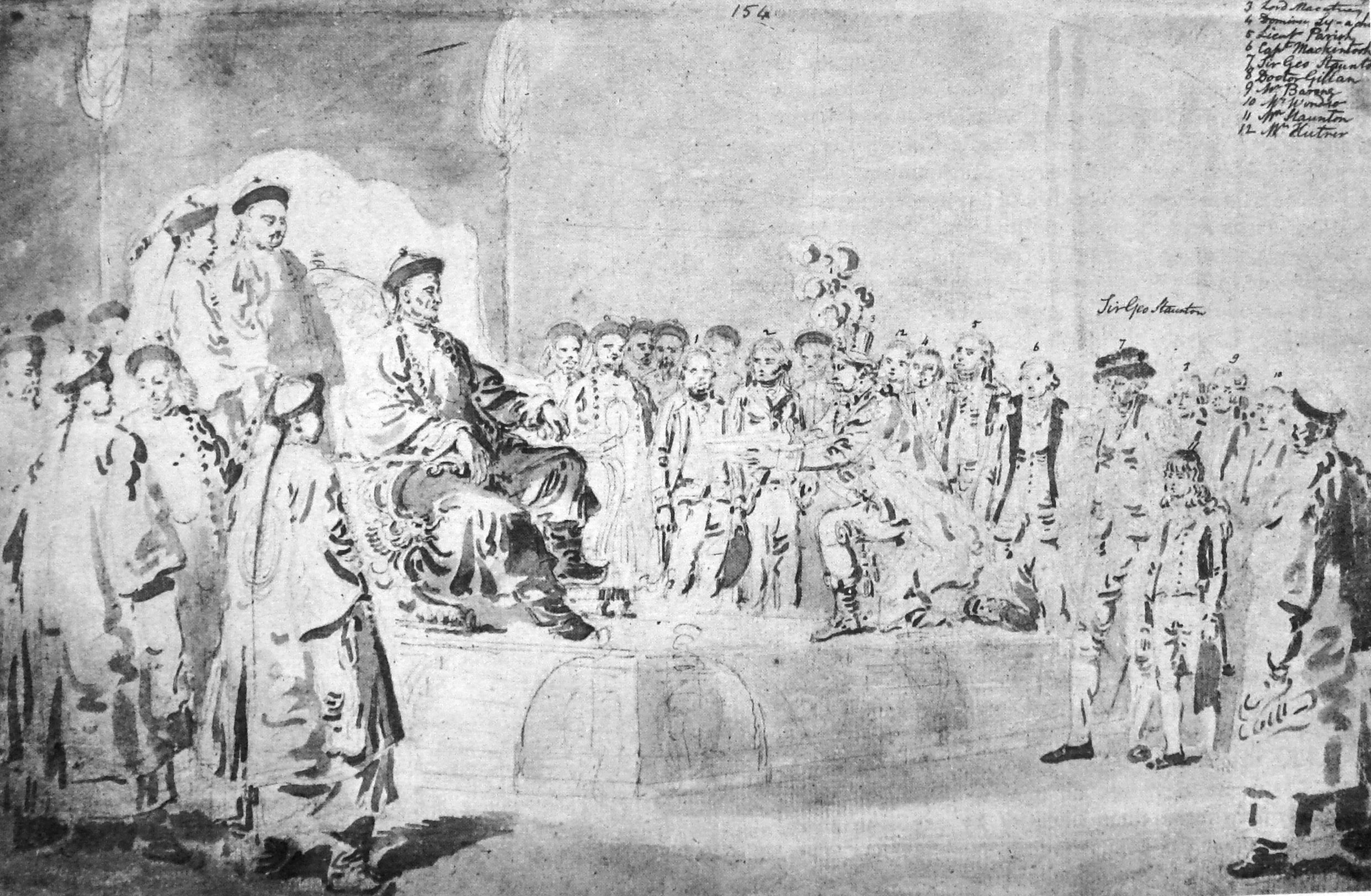
Embajada de Lord Macartney, 1793

La Embajada Macartney (en chino tradicional, 馬加爾尼使團; en chino simplificado, 马加尔尼使团), también llamada Misión Macartney', fue la primera misión diplomática Británica  a China, que tuvo lugar en 1793. Lleva el nombre de su líder, George Macartney, 1er conde Macartney, primer enviado de Gran Bretaña a China. Los objetivos de la misión incluían la apertura de nuevos puertos para el comercio británico en China, el establecimiento de una embajada permanente en Pekín, la cesión de una pequeña isla para uso británico a lo largo de la costa china y la relajación de las restricciones comerciales a los comerciantes británicos en Guangzhou (Cantón). La delegación de Macartney se reunió con el Emperador Qianlong, que rechazó todas las peticiones británicas. Aunque la misión no logró sus objetivos oficiales, posteriormente se destacó por las amplias observaciones culturales, políticas y geográficas que sus participantes registraron en China y llevaron a Europa.

## Antecedentes

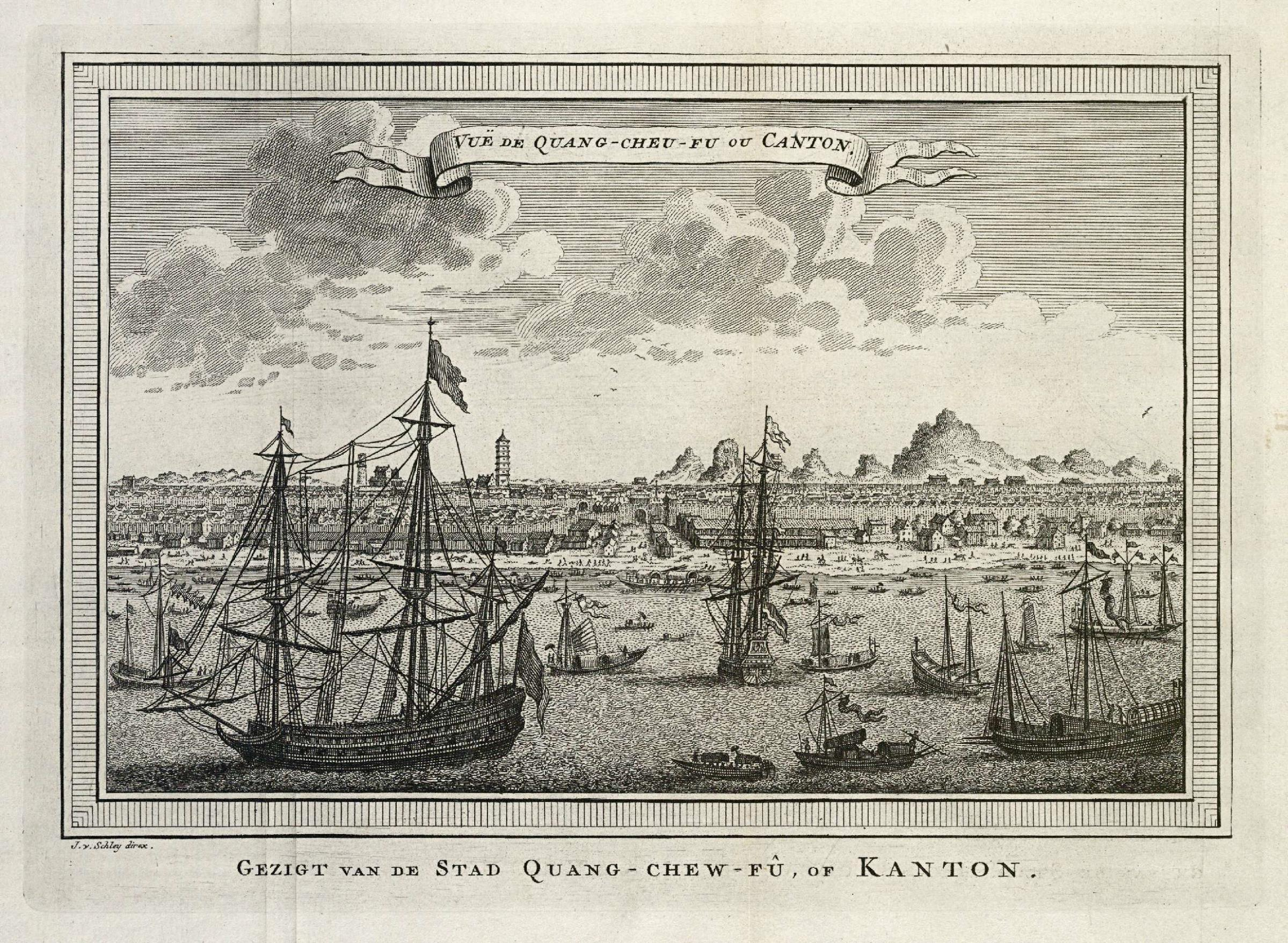
Vista de Cantón, por Jakob van der Schley (1749)

El comercio marítimo exterior en China estaba regulado a través del Sistema de Cantón, que surgió gradualmente a través de una serie de edictos imperiales en los siglos XVII y XVIII. Este sistema canalizaba el comercio formal a través del Cohong, un gremio de trece compañías comerciales, conocidas en cantonés como "hong", seleccionadas por el gobierno imperial. En 1725, el Emperador Yongzheng otorgó al Cohong la responsabilidad legal sobre el comercio en Guangzhou. En el siglo XVIII, Guangzhou, conocida como Cantón por los comerciantes británicos de la época, se había convertido en el puerto más activo del comercio chino, gracias en parte a su cómodo acceso al Delta del río Perla. En 1757, el Emperador Qianlong confinó todo el comercio marítimo extranjero a Guangzhou. Qianlong, que gobernaba la dinastía Qing en su apogeo, desconfiaba de las transformaciones de la sociedad china que podrían derivarse de un acceso extranjero sin restricciones. A los súbditos chinos no se les permitía enseñar la lengua china a los extranjeros, y a los comerciantes europeos se les prohibía llevar mujeres a China.: 50–53 
A finales del siglo XVIII, los comerciantes británicos se sentían limitados por el Sistema de Cantón y, en un intento de obtener mayores derechos comerciales, presionaron para que una embajada se presentara ante el emperador y solicitara cambios en los acuerdos vigentes. La necesidad de una embajada se debió en parte al creciente desequilibrio comercial entre China y Gran Bretaña, impulsado en gran medida por la demanda británica de té, así como de otros productos chinos como la porcelana y la seda. La Compañía Británica de las Indias Orientales, cuyo monopolio comercial en Oriente abarcaba el comercio del té, fue obligada por el gobierno Qing a pagar el té chino con plata. Para hacer frente al déficit comercial, se intentó encontrar productos británicos que pudieran venderse a los chinos.
En la época de la misión de Macartney a China, la Compañía de las Indias Orientales estaba empezando a cultivar opio en India para venderlo en China. La compañía hizo un esfuerzo concertado a partir de la década de 1780 para financiar el comercio de té con opio. Macartney, que había servido en la India como Gobernador de Madrás (actual Chennai), era ambivalente en cuanto a la venta de la droga a los chinos, prefiriendo sustituirla por "arroz o cualquier otra producción mejor".: 8–9  Una embajada oficial brindaría la oportunidad de introducir nuevos productos británicos en el mercado chino, algo que la Compañía de las Indias Orientales había sido criticada por no haber hecho.
En 1787, el primer ministro  William Pitt y el funcionario de la Compañía de las Indias Orientales Henry Dundas enviaron al coronel Charles Cathcart para que fuera el primer embajador británico en China. Sin embargo, Cathcart enfermó durante el viaje y murió justo antes de que su barco, el HMS Vestal, llegara a China. Tras el fracaso de la embajada de Cathcart, Macartney propuso que se hiciera otro intento bajo el mando de su amigo Sir George Staunton. Dundas, que se había convertido en ministro del Interior, sugirió en 1791 que el propio Macartney asumiera la misión en su lugar. Macartney aceptó con la condición de que se le nombrara conde, y se le diera la autoridad para elegir a sus acompañantes.: 6–8 

## Preparativos

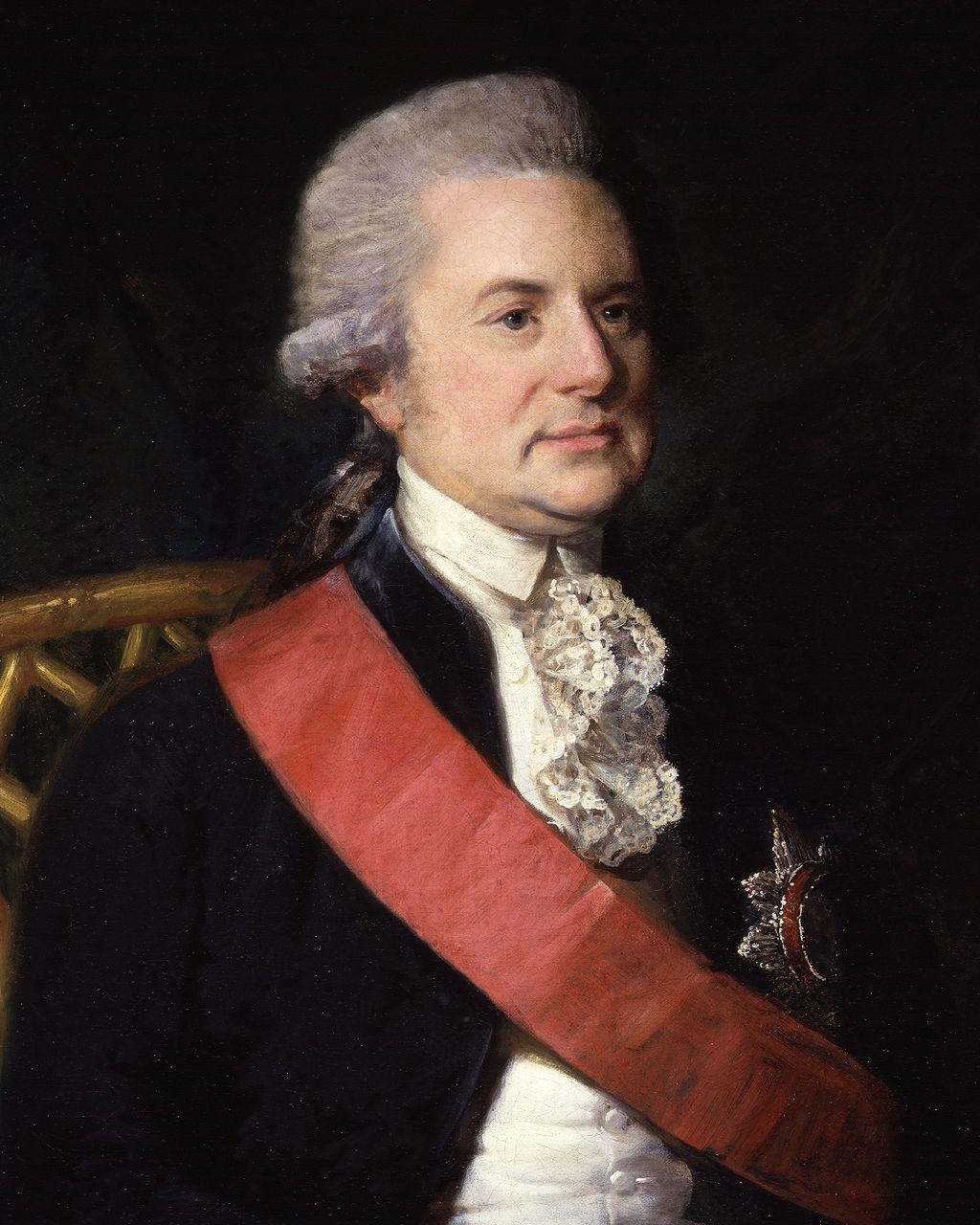
George Macartney, primer conde Macartney

Macartney eligió a George Staunton como su mano derecha, a quien confió la continuación de la misión en caso de que el propio Macartney no pudiera hacerlo. Staunton trajo consigo a su hijo, Sir George Staunton, 2.º Baronet, que sirvió en la misión como paje. Sir John Barrow, 1.er Baronet, sirvió como contralor de la embajada. Se unieron a la misión dos médicos, Hugh Gillan y William Scott, dos secretarios, tres agregados y una escolta militar. Los artistas William Alexander y Thomas Hickey realizarían dibujos y pinturas de los acontecimientos de la misión. También acompañó a la embajada un grupo de científicos, encabezados por James Dinwiddie.: 6–8 
A Macartney le resultaba difícil encontrar a alguien en Gran Bretaña que supiera hablar chino porque era ilegal que los chinos enseñaran a los extranjeros. Los chinos que enseñaban a los extranjeros su idioma se arriesgaban a morir, como fue el caso del maestro de James Flint, un comerciante que rompió el protocolo al quejarse directamente a Qianlong de los funcionarios corruptos de Cantón. Macartney no quiso contar con intérpretes nativos, como era costumbre en Cantón. La misión llevó consigo a cuatro sacerdotes católicos chinos como intérpretes. Dos procedían del Collegium Sinicum de Nápoles, donde George Staunton los había reclutado: Paolo Cho (en chino tradicional, 周保羅) y Jacobus Li (en chino tradicional, 李雅各; en chino tradicional, 李自標; pinyin, Li Zibiao). Conocían el latín, pero no el inglés. Los otros dos eran sacerdotes católicos del Colegio de la Propaganda de la fe, que formaban en el cristianismo a los niños chinos traídos por los misioneros. Los dos querían volver a casa, a China, y Staunton les ofreció pasaje gratis a Macao.: 5  Entre los 100 miembros de la delegación también había eruditos y valets.
Entre los que habían pedido una misión a China estaba Sir Joseph Banks, 1.er Barón, Presidente de la Royal Society. Banks había sido el botánico a bordo del HMB Endeavour para el primer viaje del capitán James Cook, así como el impulsor de la expedición de 1787 del HMS Bounty' a Tahití. Banks, que cultivaba plantas de té de forma privada desde 1780, ambicionaba reunir plantas valiosas de todo el mundo para estudiarlas en el Royal Botanic Gardens de Kew y en el recién creado Jardín botánico de Calcuta en Bengala. Sobre todo, quería cultivar té en Bengala o Assam, y hacer frente a la "inmensa deuda de plata" causada por el comercio del té. En esta época, los botánicos aún no sabían que una variedad de la planta del té (camellia sinensis var. assamica) ya crecía de forma nativa en Assam, hecho que Robert Bruce descubriría en 1823. Banks aconsejó a la embajada que recogiera el mayor número posible de plantas en sus viajes, especialmente de té. También insistió en que los jardineros y artistas estuvieran presentes en la expedición para hacer observaciones e ilustraciones de la flora local. En consecuencia, David Stronach y John Haxton actuaron como jardineros botánicos de la embajada.

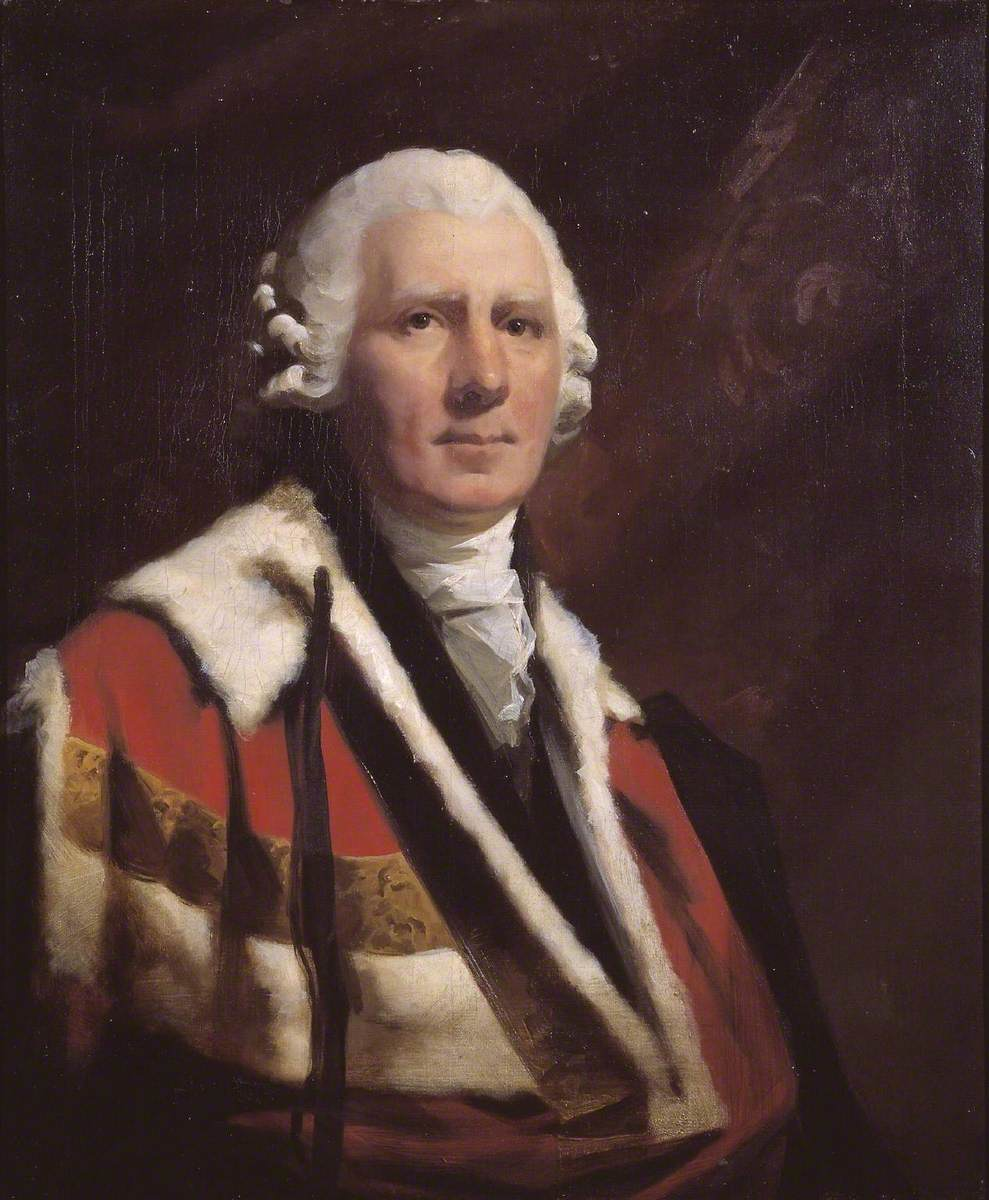
Henry Dundas, primer vizconde de Melville

Henry Dundas expuso sus objetivos para la misión en las instrucciones oficiales de Macartney. El número de súbditos británicos que comerciaban en China era mayor que el de cualquier otro europeo. A pesar de ello, los británicos no tenían contacto directo con el emperador, en contraste con el Portugués, cuyos  Misioneros jesuitas conservaban puestos permanentes en la corte imperial. Macartney recibió instrucciones para negociar una relajación del Sistema de Cantón, de manera que los comerciantes británicos pudieran operar en más puertos y mercados, y para obtener una pequeña isla en la costa china desde la que los comerciantes británicos pudieran operar bajo jurisdicción británica. También debía establecer una embajada permanente en Pekín para crear una línea de comunicación directa entre los dos gobiernos, eliminando a los comerciantes cantoneses que habían servido de intermediarios. Por último, debía reunir información sobre el gobierno y la sociedad chinos, de los que se sabía poco en Europa en aquel momento.: 9–10 
Las instrucciones de Dundas también estipulaban que Macartney debía establecer relaciones comerciales con otras naciones de Oriente.{rp|9-10}} A tal efecto, Macartney recibió cartas de credencial para el Emperador de Japón, que debía ejecutar tras completar su misión en China. Las instrucciones indicaban que podría ser útil que visitara Japón para establecer relaciones comerciales, en particular para permitir un comercio de té.
A pesar de los recelos de la Compañía de las Indias Orientales sobre los posibles inconvenientes de la misión, el gobierno obligó a la compañía a financiar el esfuerzo. Dundas y Macartney dieron prioridad a los intereses nacionales sobre los de la compañía, que temía la pérdida de su posición de monopolio, y la posibilidad de que la embajada tensara las relaciones diplomáticas en lugar de mejorarlas. Al enviar a un representante directo de la Corona británica, el político británico y posterior Secretario de Asuntos Exteriores  Lord Grenville razonó que la misión recibiría mayor atención que si se hubiera enviado "sólo en nombre de una compañía comercial".
Uno de los objetivos de la embajada era demostrar la utilidad de la ciencia y la tecnología británicas, con la esperanza de fomentar las compras chinas de productos británicos. En consonancia con estos objetivos, la misión iba a llevar una serie de regalos que incluían relojes, telescopios, armas, textiles y otros productos de tecnología. Macartney pretendía que la exhibición de las proezas técnicas reflejara el "carácter nacional" de Gran Bretaña, de ingenio, exploración y curiosidad por el mundo natural. Sin embargo, Dundas le recordó que la misión no era "una delegación de la Royal Society".

## Viaje a China
La delegación partió de Portsmouth a bordo de tres barcos el 26 de septiembre de 1792. El buque de guerra HMS Lion, al mando del capitán Sir Erasmus Gower, encabezó la misión.: 3  El Hindostan, perteneciente a la Compañía de las Indias Orientales (y posteriormente adquirido por la Royal Navy como HMS Hindostan), estaba al mando del capitán William Mackintosh.: 12  Estos dos buques iban acompañados de un bergantín, el Jackall. Pronto una tormenta afectó a la escuadra, obligándola a detenerse temporalmente en Tor Bay. Después de hacer reparaciones, el León y el Hindostán reanudaron su viaje sin el Jackall, que había desaparecido en la tormenta. Afortunadamente, los regalos que debían entregarse al emperador estaban almacenados en el León y el Hindostán. Thomas Staunton pasó el viaje estudiando chino con los intérpretes de la misión.: 3–5 
La escuadra se detuvo en Madeira a principios de octubre, y en las Islas Canarias a finales del mismo mes. El 1 de noviembre llegaron a Cabo Verde. Tras esperar cinco días al Jackall, continuaron su viaje.: 12–20   La tripulación del Lion y del Hindostan creyó que el barco había naufragado, pero en realidad sobrevivió y se reuniría con los otros barcos más tarde. Macartney compró otro barco para sustituir al Jackall. Los vientos alisios de la costa de África les obligaron a navegar hacia el oeste hasta Río de Janeiro, donde llegaron a finales de noviembre. Macartney sufrió un ataque de  gota que le duró un mes. Mientras el joven Thomas Staunton estudiaba la lengua china, Macartney aprendió todo lo que pudo sobre China gracias a los libros que había colocado en la biblioteca del León.: 24–25 
La expedición partió de Río de Janeiro el 17 de diciembre y navegó de nuevo hacia el este, doblando el Cabo de Buena Esperanza el 7 de enero de 1793.: 29–31  Pasaron por  Java en febrero, y llegaron a Yakarta (entonces conocida como Batavia) el 6 de marzo.: 34–36  Allí compraron un bergantín francés al que bautizaron como Clarence, para sustituir al Jackall. El Jackall, sin embargo, se reunió con la escuadra en Yakarta, después de haber regresado para ser reparado tras la tormenta que había azotado a los barcos al comienzo de su viaje.{rp|38}} La escuadra al completo navegó hasta Macao, donde llegó el 19 de junio de 1793. Allí, George Staunton desembarcó para reunirse con funcionarios de la Compañía de las Indias Orientales.: 43–44  Los dos sacerdotes católicos chinos a los que se había ofrecido pasaje gratuito a Macao partieron de allí, junto con uno de los dos sacerdotes de Nápoles, dejando sólo un intérprete chino con la misión.: 48  Para la siguiente etapa del viaje, Macartney y Dundas pretendían evitar por completo Guangzhou. En lugar de seguir por tierra desde allí, el plan era que la embajada continuara por mar hasta Tianjin, el puerto principal más cercano a Pekín. Esta ruta nunca había sido trazada por los navegantes europeos, ya que todo el comercio había pasado por Guangzhou. Macartney quería seguir hasta Tianjin en lugar de tomar la ruta interior en parte por los objetos preciosos que llevaba el barco, pero también quería aprovechar la misión para explorar el Mar Amarillo para futuras misiones.

## Llegada

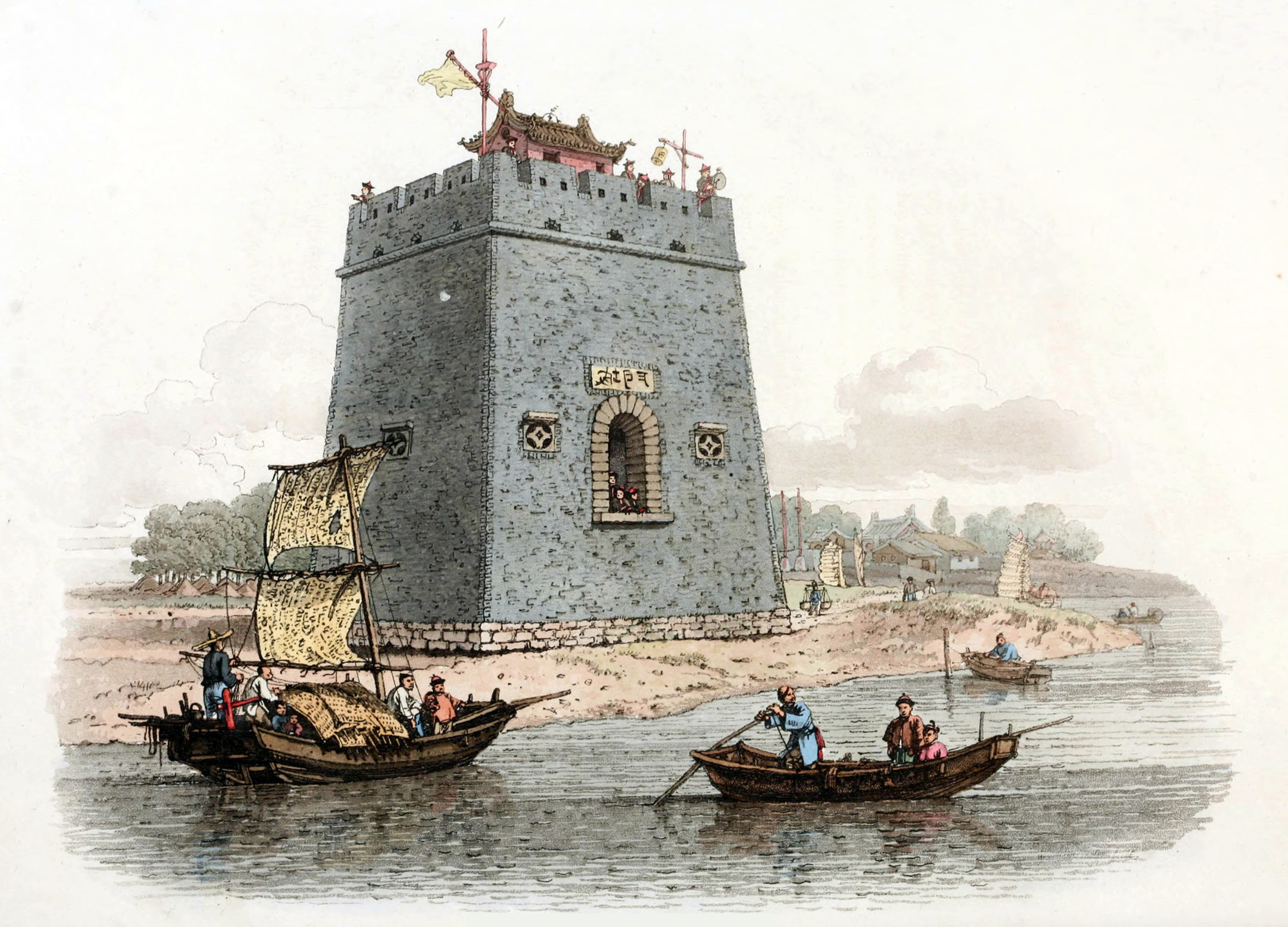
Un fuerte cerca de Tianjin, por William Alexander (1793)

Representantes de la Compañía de las Indias Orientales se reunieron con el gobernador militar de Guangdong antes de la llegada de Macartney, para solicitar permiso para que la embajada desembarcara en Tianjin en lugar de Guangzhou. El gobernador se negó al principio, ya que se consideraba impropio que una misión tributaria eligiera su propio puerto de llegada. Sin embargo, los funcionarios británicos señalaron que los barcos transportaban muchos objetos grandes y valiosos que podrían dañarse si se llevaban por tierra. Además, como señaló el gobernador en su informe al emperador, la embajada había recorrido una gran distancia y se retrasaría mucho si se enviaba de vuelta a Guangzhou desde Tianjin. El emperador Qianlong accedió a la petición, y dio instrucciones a sus funcionarios para que le condujeran la embajada con la mayor civilidad. La respuesta del emperador fue llevada a Guangzhou por el general Fuk'anggan, Virrey de Liangguang, que había regresado recientemente tras luchar en la Guerra Sino-Nepalesa.: 44–45 
La embajada partió de Macao el 23 de junio. Se detuvo en Zhoushan, donde Staunton bajó a tierra para reunirse con el gobernador militar del Dinghai. El emperador había enviado instrucciones a todos los puertos de China para que proporcionaran un piloto para guiar a los visitantes británicos, y el gobernador así lo hizo. Sin embargo, los funcionarios chinos no habían previsto que los británicos tuvieran la intención de navegar por alta mar en lugar de saltar de puerto en puerto en aguas poco profundas a lo largo de la costa, como era típico de los buques chinos. Se mostraron sorprendidos por el tamaño y la velocidad de los barcos británicos. Anticipando que estos buques, con sus cascos profundos, no podrían avanzar río arriba más allá de Tianjin, contrataron barcos para llevar la misión y su carga a la capital.: 55–66 
El East Indiaman Endeavour fue enviado para pilotar los barcos de la embajada hasta Tianjin, y se unió a la escuadra al llegar al Mar Amarillo. La misión llegó a la desembocadura del río Hai, conocido como el Pei Ho en las fuentes europeas de la época, el 25 de julio, y echó el ancla, encontrando el agua fangosa intransitable para los buques más grandes.: 67–69  Los regalos fueron descargados de los barcos británicos y trasladados río arriba a  los Fuertes de Taku en juncos. Desde allí, se descargaron de nuevo en barcos más pequeños hasta el Tongzhou, el punto final del Gran Canal. Macartney y su grupo continuaron por separado hasta Dagu en los barcos británicos más pequeños, el Jackall, el Clarence y el Endeavour.: 76–79  El 6 de agosto, Macartney y Staunton se reunieron con Liang Kentang (梁肯堂), Virrey de Zhili, que había viajado desde Baoding para verlos. Liang accedió a permitir que el León y el Hindostán regresaran a Zhoushan a petición de Macartney. También informó a Macartney de que la reunión con el emperador tendría lugar en la residencia de montaña de Chengde en la Rehe (Jehol), en lugar de en la capital (Pekín) como esperaba la delegación británica.
La embajada continuó hasta Tianjin, donde llegó el 11 de agosto. Macartney y Staunton asistieron a un banquete con el virrey Liang y el pueblo manchú legado Zhengrui, quien estipuló que todos los regalos debían ser llevados a Rehe y puestos a los pies del emperador de acuerdo con el protocolo. Sin embargo, Macartney convenció al virrey para que permitiera que algunos de los regalos se quedaran en Pekín para evitar que se dañaran en el viaje a Rehe.: 93–94  La corte imperial había aconsejado a Liang que no acompañara a Macartney a la capital, para no dar a los británicos una idea demasiado elevada de su propio estatus. Según Qianlong, "tratado demasiado favorablemente, un bárbaro se vuelve arrogante".: 84–85  En lugar del virrey, Zhengrui actuaría como enlace de la misión. La misión continuó remontando el río Hai en pequeñas embarcaciones tiradas por hombres a lo largo de la orilla mediante cuerdas y arneses. Desembarcó en Tongzhou el 16 de agosto.: 98–99 

## Pekín

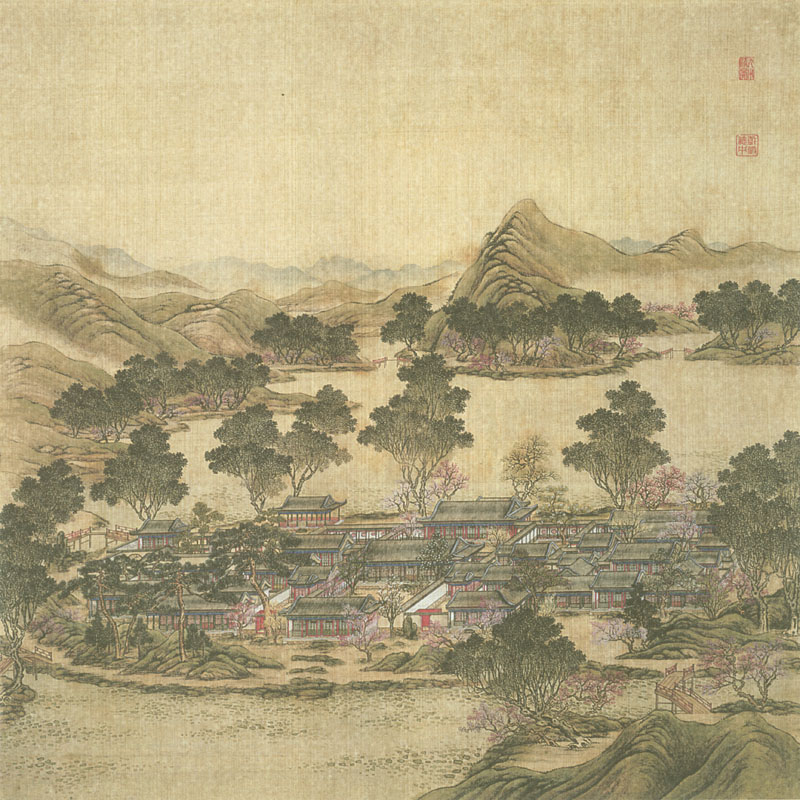
El Antiguo Palacio de Verano, donde se exhibieron los obsequios de la embajada

La embajada llegó a Pekín el 21 de agosto. Fue escoltada a una residencia al norte de Pekín, cerca del Antiguo Palacio de Verano. A los británicos no se les permitió salir del recinto durante su estancia. Al querer estar más cerca del centro político de China, Macartney recibió el permiso de Zhengrui para trasladarse a otra residencia en Pekín, que había sido pensada para albergar la embajada después de la reunión con el emperador. En Pekín, la responsabilidad de la embajada por parte de China se repartiría entre Zhengrui y otros dos funcionarios: Jin Jian (金簡), ministro de Obras Públicas, y su viceministro Yiling'a. Los regalos traídos por la embajada se guardaron entre otros objetos de homenaje en el salón del trono del Antiguo Palacio de Verano, que Macartney fue el primer británico en visitar. Barrow y Dinwiddie se encargaron de reunir y organizar los regalos. El artículo más importante, el planetario, era tan complejo que se tardó 18 días en montarlo.: 126–141 
El 24 de agosto, el legado Zhengrui llevó una carta a Macartney de Sir Erasmus Gower, que informaba de que los barcos de la embajada habían llegado a Zhoushan tal y como se había ordenado. Macartney respondió con instrucciones para que Gower continuara hasta Guangzhou, pero Zhengrui remitió secretamente la carta al emperador en Rehe en lugar de enviarla a Zhoushan.: 151–152  Varios hombres a bordo del León habían muerto de enfermedad en agosto, y la escuadra se detuvo en Zhoushan para recuperarse. Tras recibir la noticia de que los barcos británicos estaban enfermos, Qianlong ordenó al virrey de Zhejiang que se asegurara de que los británicos estuvieran en cuarentena en Zhoushan.: 164  La corte reprendió a Zhengrui por el envío de la carta de Macartney. Un edicto imperial redactado por Heshen, miembro del Gran Consejo y favorito del emperador, estipulaba que Zhengrui no debía realizar informes en solitario sin las firmas de Jin Jian y Yiling'a, ni tomar decisiones unilateralmente. Como era típico de los edictos imperiales, la carta contenía comentarios en tinta bermellón de la propia mano del emperador. Llamando a Zhengrui "despreciable y ridículo", Qianlong le ordenó que enviara la carta de Macartney al virrey de Zhejiang para que los barcos británicos pudieran salir de Zhoushan.: 166–168 
Todos los miembros de la embajada, excepto Barrow y Dinwiddie, se trasladaron a sus nuevos alojamientos en el centro de Pekín el 26 de agosto, tal y como había solicitado Macartney.: 151–152 

## Cruce de la Gran Muralla

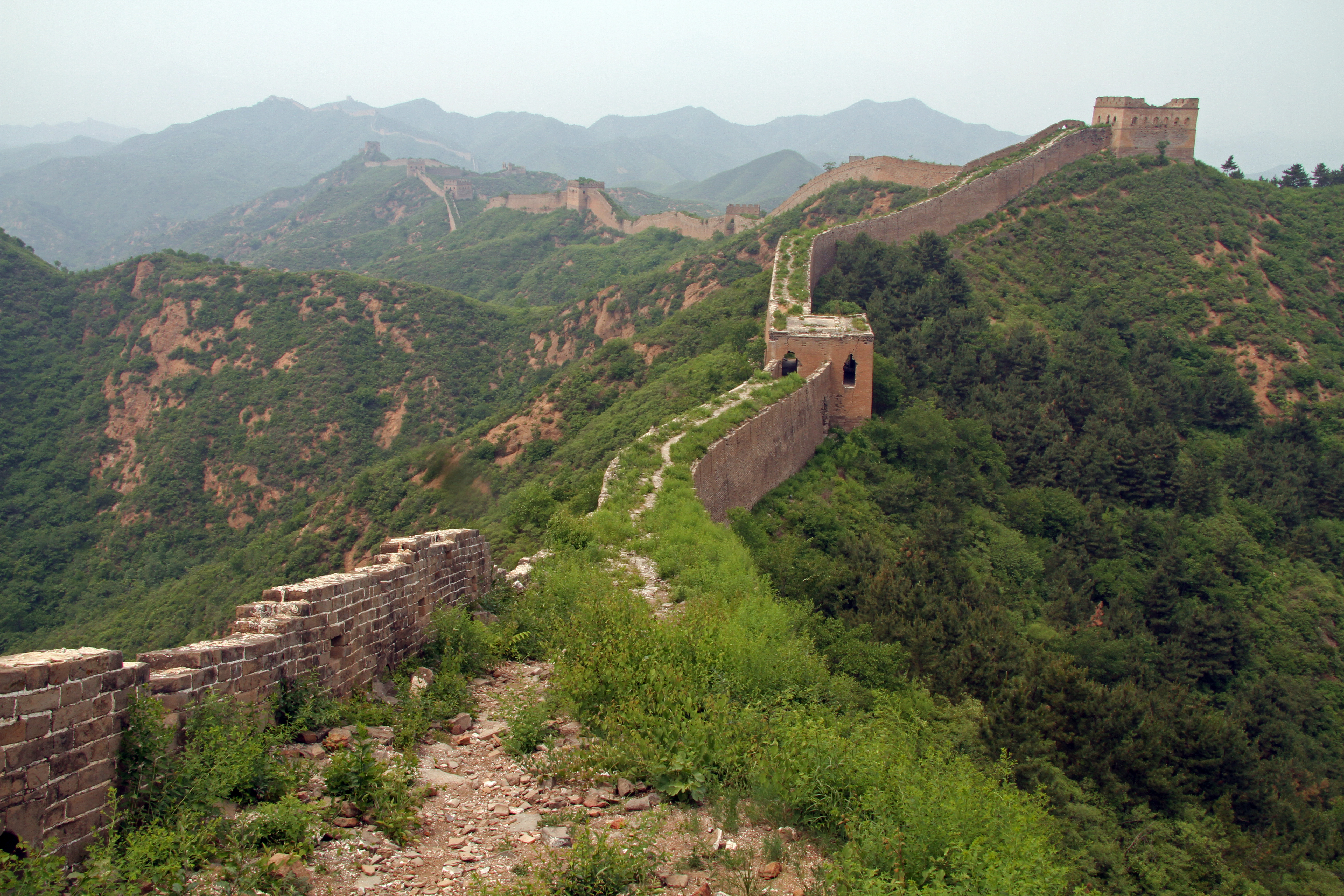
La Gran Muralla en Gubeikou

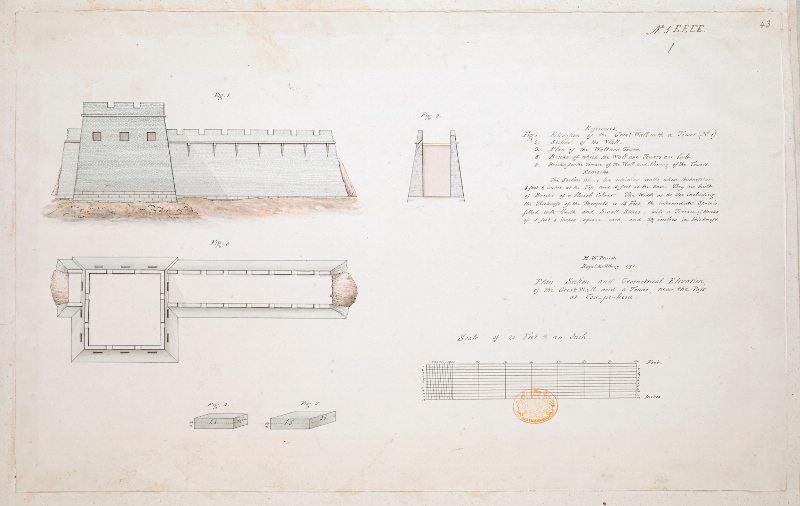
Dibujos técnicos del teniente Parish sobre la Gran Muralla china

Tras dejar el planetario y otros regalos en el Antiguo Palacio de Verano, unos setenta miembros de la misión, entre ellos cuarenta soldados, partieron de Pekín el 2 de septiembre, dirigiéndose al norte, hacia Jehol, donde les esperaba el emperador Qianlong.: 179–182  La misión avanzó por un camino reservado sólo para el emperador, deteniéndose cada noche en uno de los alojamientos preparados para el emperador a lo largo del camino. Los puestos de guardia jalonaban la ruta a intervalos de unos ocho kilómetros, y Macartney observó que un gran número de tropas trabajaban en la reparación de la carretera para preparar el regreso del emperador a Pekín a finales de año.
El grupo cruzó la Gran Muralla China en Gubeikou, donde fueron recibidos por disparos ceremoniales y varias compañías de tropas de los Ocho banderas del ejército Qing. William Alexander, que se quedó en Pekín, lamentó no poder ver la Muralla por sí mismo. Bajo las órdenes de Macartney, el teniente Henry William Parish de la Royal Artillery hizo un reconocimiento de las fortificaciones de la Gran Muralla con sus hombres, contribuyendo así al aspecto de recopilación de información de la misión, aunque a costa de despertar sospechas entre sus anfitriones chinos. Algunos de los hombres, por su parte, se llevaron ladrillos de la Muralla como recuerdo.: 183–185  Pasada la Gran Muralla, el terreno se volvió más montañoso y difícil de atravesar para los caballos de los hombres, lo que ralentizó su avance. La comitiva llegó a las afueras de Chengde el 8 de septiembre.: 187–190 

## Reunión con Qianlong

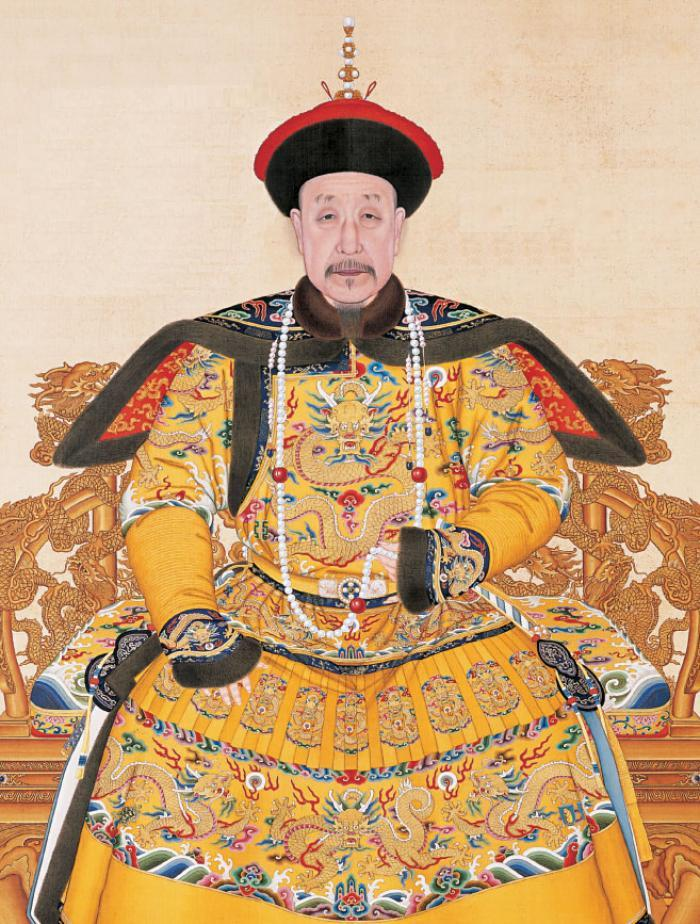
El emperador Qianlong

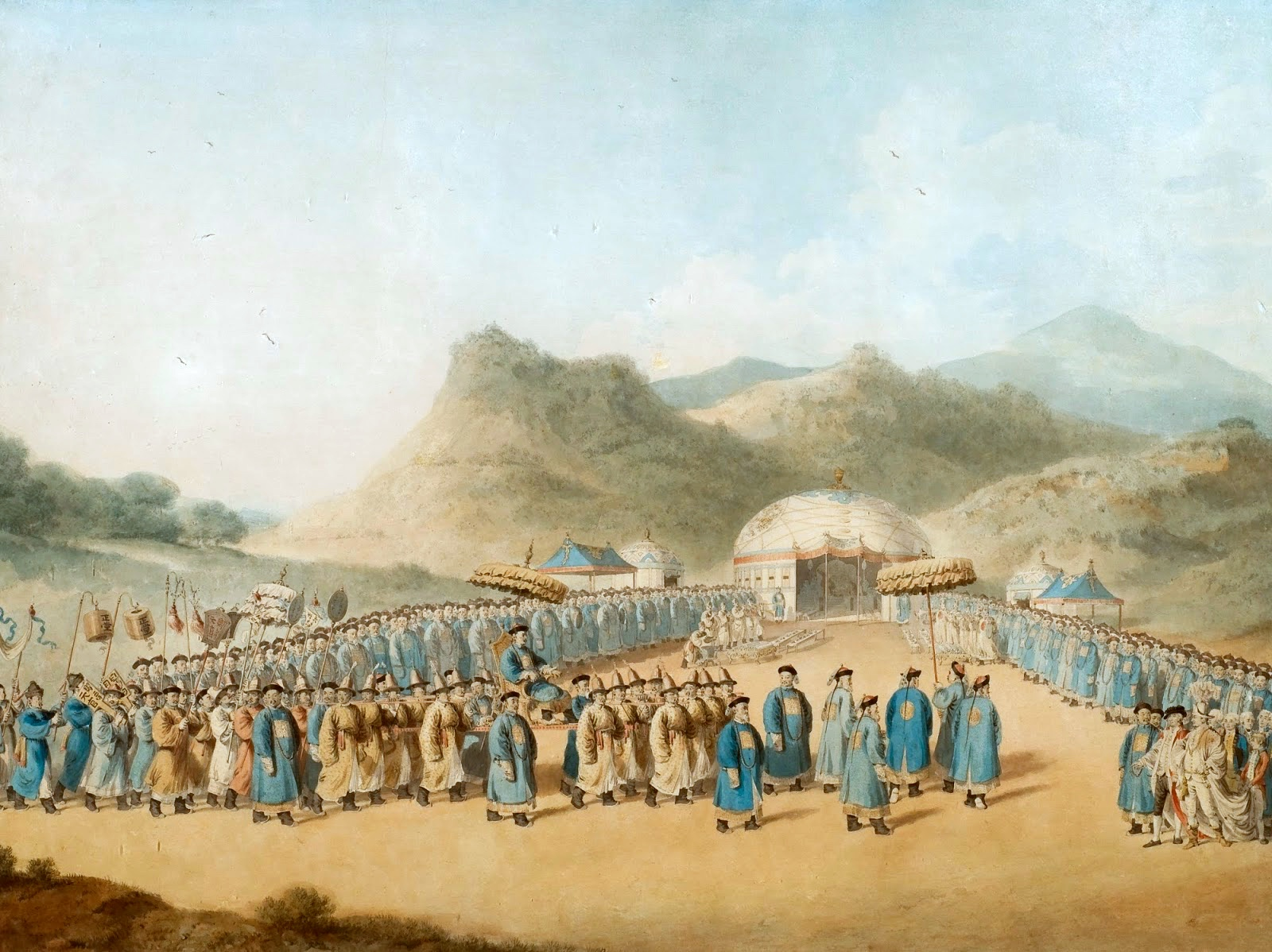
The Approach of the Emperor of China to His Tent in Tartary to Receive the British Ambassador, por William Alexander (1793)

Los emperadores manchúes de la dinastía Qing tenían la costumbre de dirigir cada otoño una expedición de caza al norte de la Gran Muralla. Durante el reinado de Kangxi, el abuelo de Qianlong, se construyó una ciudad imperial cerca del coto de caza en Chengde para albergar al emperador y su séquito mientras se encontraba fuera de Pekín. Era en Chengde donde los emperadores Qing solían saludar a los dignatarios extranjeros, especialmente a los de Asia Interior que representaban a los estados vasallos. También en este caso, la embajada de Macartney debía reunirse con Qianlong con motivo del cumpleaños del emperador. Qianlong suspendió la cacería para volver a Chengde para las ceremonias, como había hecho anteriormente en 1754 y 1780 para las visitas de Amursana y el Sexto Panchen Lama, respectivamente (este último con motivo del 70.º cumpleaños de Qianlong).

### La cuestión de la reverencia
Incluso antes de la salida de Macartney de Gran Bretaña, él y Dundas habían previsto que podría haber algún desacuerdo con la parte china sobre los detalles de las ceremonias y rituales que se realizarían en el encuentro entre Macartney y el emperador de China. Dundas había dado instrucciones a Macartney para que aceptara "todos los ceremoniales de la Corte que no comprometieran el honor de su Soberano ni disminuyeran su propia dignidad", y para que no dejara que ningún "punctilio insignificante" se interpusiera en la misión.: 9–10  El ritual del kowtow, que requiere que un individuo se arrodille con ambas rodillas en el suelo y se incline para tocar su frente en el suelo, presentaba un dilema particular. El kowtow se exigía no sólo al encontrarse con el emperador, sino también al recibir los edictos imperiales de sus mensajeros. Mientras que los mercaderes portugueses y holandeses de Cantón (actual Guangzhou) habían aceptado el ritual, los súbditos británicos, que consideraban el acto como servil y humillante, evitaban generalmente doblegarse ante los edictos del emperador abandonando la sala cuando se recibían dichos mensajes.: 43–44 
Para Macartney, un punto conflictivo era el estatus relativo de los dos soberanos, Jorge III y Qianlong. Macartney creía que Gran Bretaña era ahora la nación más poderosa de la Tierra.: 13  Sin embargo, como diplomático, había decidido que cualquier ceremonia en la que participara debía presentar a los dos monarcas como iguales, por lo que sólo mostraría a Qianlong el mismo nivel de respeto que mostraría a su propio rey (consideraba el Kowtow demasiado excesivo). A lo largo de sus reuniones con los funcionarios chinos, Macartney fue instado repetidamente a realizar el kowtow durante su audiencia con el emperador. En un mensaje dirigido al legado Zhengrui y al virrey Liang Kentang durante la estancia de Macartney en Tianjin, Heshen había dado instrucciones a los dos hombres para que informaran al representante de Gran Bretaña de que sería considerado un "grosero" y un "hazmerreír" si no realizaba el ritual llegado el momento.: 102  Los funcionarios también le dijeron a Macartney en privado que el kowtow era una "mera ceremonia exterior y sin sentido" y que debía realizarlo. No obstante, Macartney presentó a Zhengrui una propuesta escrita que satisfaría su exigencia de igualdad de estatus: cualquiera que fuera la ceremonia que él realizara, un funcionario chino de igual rango haría lo mismo ante un retrato de Jorge III.: 169–170  Creía que era denigrante que Gran Bretaña tuviera que pasar por los mismos rituales (y ser vista como igual) que los estados vasallos chinos como Corea.
Zhengrui se opuso a esta propuesta, alegando que esta noción de igualdad recíproca era incompatible con la visión china del emperador como Hijo del Cielo, que no tenía igual. Según tal visión, la embajada británica era considerada oficialmente como una misión de tributo como cualquier otra. A pesar de la insistencia de Macartney y Staunton en que los artículos que traía la embajada eran "regalos", los funcionarios chinos los veían como artículos de "tributo".: 138–141  El propio Macartney debía ser visto sólo como un "transportador de tributos", no como un "legado del soberano", como se había referido a sí mismo anteriormente, para disgusto del emperador.: 87–89 

### La ceremonia
El encuentro con el emperador Qianlong tuvo lugar el 14 de septiembre. Los británicos partieron, con Macartney en un palanquín, desde su residencia a las 3 de la madrugada en la oscuridad, llegando al campamento imperial a las 4 de la mañana. Macartney fue acompañado por sirvientes, músicos y otros representantes. La ceremonia debía celebrarse en la tienda imperial, una gran yurta amarilla que contenía el trono del emperador en el centro de una plataforma elevada. Asistieron varios miles de personas, entre ellas otros visitantes extranjeros (de Birmania y de tribus musulmanas de las cercanías del Mar Caspio), el virrey Liang Kentang y el hijo del emperador, el futuro  Emperador de Jiaqing. El emperador llegó a las 7, presidiendo como khan los procedimientos. Macartney entró en la carpa junto con George y Thomas Staunton, y su intérprete chino. Los demás esperaron fuera.: 216–221 
Macartney subió primero a la plataforma, se arrodilló una vez, intercambió regalos con Qianlong y presentó la carta del rey Jorge III. La carta del rey Jorge había sido traducida al chino por misioneros europeos en China. Habían hecho la carta más respetuosa hacia el emperador eliminando las referencias al cristianismo y convirtiendo la carta en forma honorífica (por lo que la palabra "emperador" se escribe más grande). Le siguieron George Staunton y, finalmente, Thomas Staunton. Como Thomas había estudiado el idioma chino, el emperador le pidió que dijera unas palabras (Thomas dijo en su diario que agradeció al emperador los regalos). Los británicos fueron seguidos por otros enviados, sobre los que se ha escrito poco. A continuación se celebró un banquete para concluir los acontecimientos del día. Los británicos se sentaron a la izquierda del emperador, en la posición más prestigiosa.: 225–230 

## Resultado
Nuestro Celestial Imperio posee todas las cosas en prolífica abundancia y no le falta ningún producto dentro de sus fronteras.  Por lo tanto, no hay necesidad de importar las manufacturas de los bárbaros de fuera a cambio de nuestros propios productos.
Emperador Qianlong Segundo Edicto al Rey Jorge III de Gran Bretaña, 1792

]]

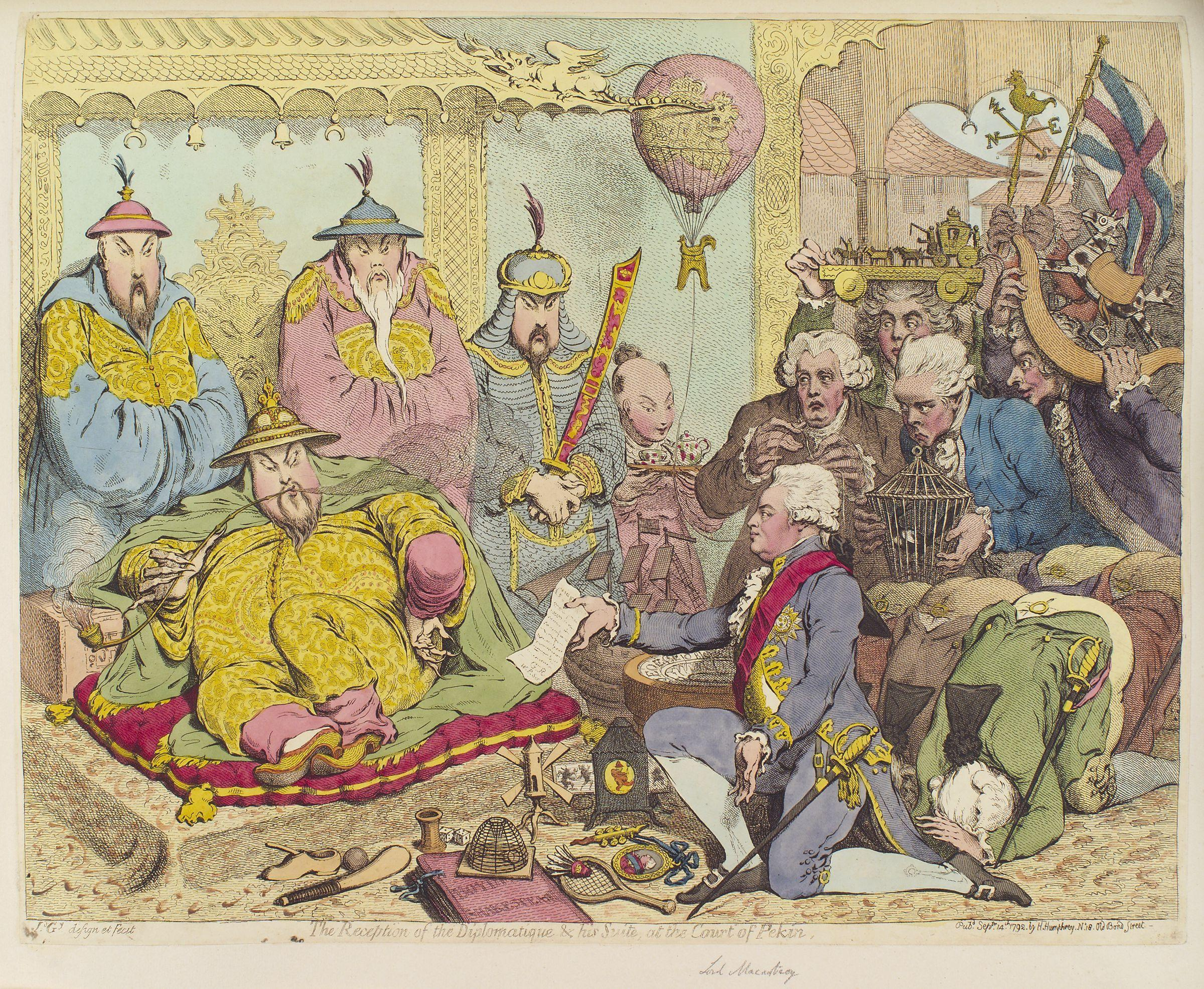
The Reception, a cartoon by James Gillray of the reception that he expected Lord Macartney to get from the Qianlong Emperor

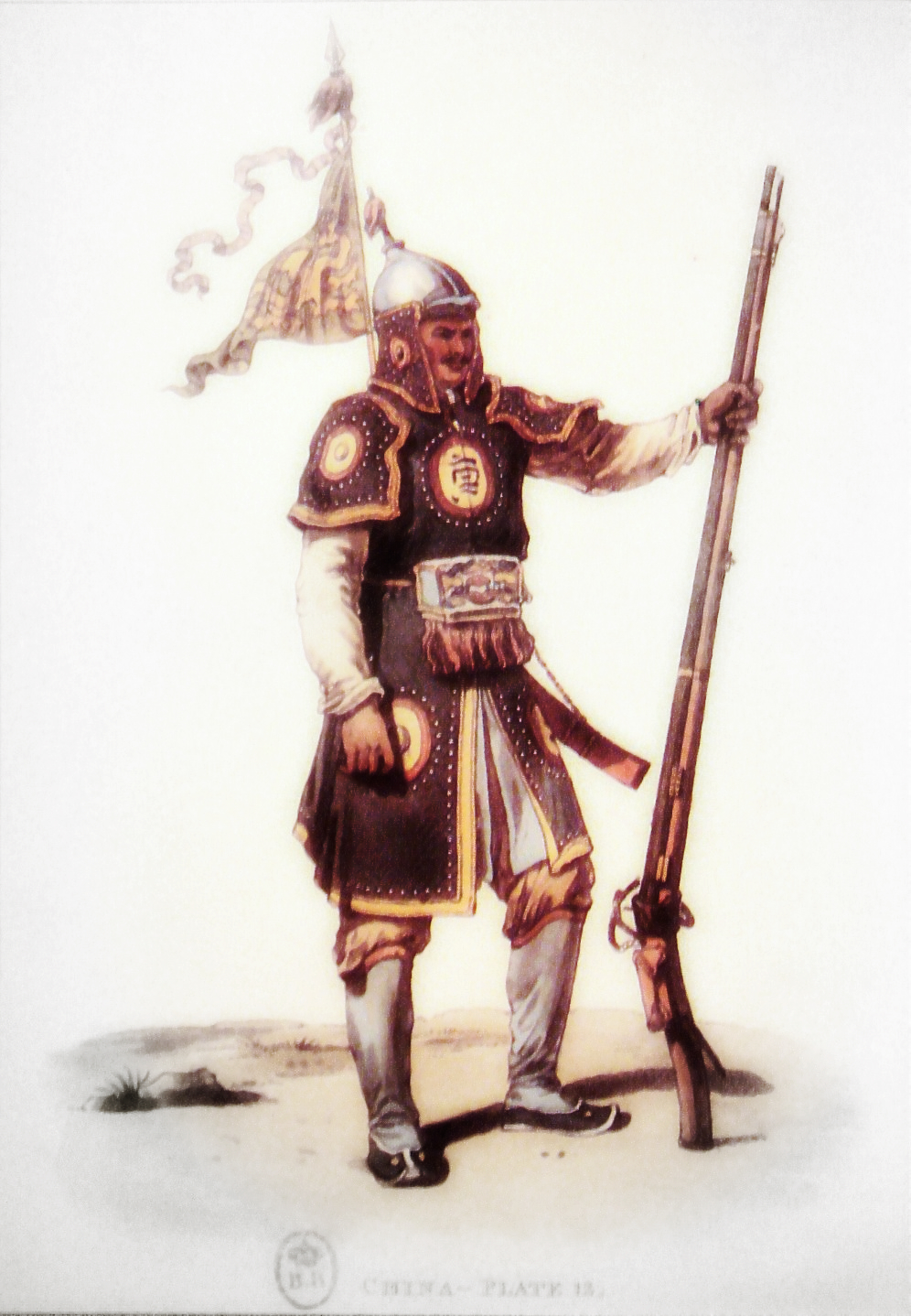
Chinese soldier, by William Alexander

Aunque finalmente no tuvo éxito en sus objetivos primarios, las circunstancias que rodearon la misión proporcionaron una amplia oportunidad para que tanto los británicos como los chinos se sintieran totalmente satisfechos de los compromisos y concesiones que habían hecho. El fracaso de los objetivos primarios no se debió a la negativa de Macartney a doblegarse en presencia del Emperador, como a veces se cree. Tampoco fue el resultado de la confianza de los chinos en la tradición a la hora de dictar la política exterior, sino más bien el resultado de visiones del mundo que competían entre sí y que eran incomprensibles y hasta cierto punto incompatibles. Tras la conclusión de la embajada, Qianlong envió una carta al rey Jorge III, explicando con mayor profundidad las razones de su negativa a conceder las diversas peticiones presentadas al emperador chino por Macartney. Las peticiones incluían la relajación de las restricciones al comercio entre Gran Bretaña y China, la adquisición por parte de Gran Bretaña de "una pequeña isla no fortificada cerca de Chusan para la residencia de los comerciantes británicos, el almacenamiento de mercancías y el equipamiento de los barcos"; y el establecimiento de una embajada británica permanente en Pekín. Sin embargo, la continua referencia de Qianlong a todos los europeos como "bárbaros", su asunción de que todas las naciones de la tierra estaban subordinadas a China, y sus palabras finales ordenando al rey Jorge III que "...¡Obedezca temblorosamente y no muestre ninguna negligencia!" utilizó la señal imperial estándar como si el rey fuera un súbdito chino.
Los historiadores, tanto en China como en el extranjero, presentaron durante mucho tiempo el fracaso de la misión para lograr sus objetivos como un símbolo de la negativa de China a cambiar y de su incapacidad para modernizarse. Explican el rechazo en primer lugar por el hecho de que la interacción con los reinos extranjeros se limitaba a los estados tributarios vecinos. Además, las visiones del mundo de ambas partes eran incompatibles, ya que China mantenía la creencia arraigada de que era el "reino central". Sin embargo, tras la publicación en la década de 1990 de una gama más completa de documentos de archivo relativos a la visita, estas afirmaciones han sido cuestionadas. Un historiador caracterizó al emperador y a su corte como "operadores políticos claramente inteligentes y competentes", y concluyó que actuaron dentro de las pretensiones formales Qing de dominio universal; reaccionaron con prudencia a los informes sobre la expansión británica en la India aplacando a los británicos con promesas no especificadas para evitar conflictos militares y la pérdida de comercio.
Qianlong también dijo que podría haber revocado los privilegios existentes de Gran Bretaña debido al comportamiento del rey, pero no lo hizo. Dijo que sentía simpatía por Inglaterra porque es remota e ignorante de la gran civilización china. Esto también enfadaría al rey y al público de Inglaterra.
Los críticos en Inglaterra dijeron que el problema de la embajada era que "reconocía la inferioridad de su país [Inglaterra]". El propio Macartney fue ridiculizado, con caricaturas que lo mostraban degradándose ante el Emperador. Macartney se volvió más hostil y negativo hacia China en sus últimos escritos, diciendo que el poder de China era una ilusión y que la China Qing declinaría y acabaría colapsando (a pesar de pasar menos de un año en el país). Macartney predijo que China podría colapsar durante su vida, cosa que no ocurrió.
La Embajada Macartney es históricamente significativa por muchas razones, la mayoría de ellas visibles sólo en retrospectiva. Mientras que para una sensibilidad moderna marcó una oportunidad perdida por ambas partes para explorar y entender las culturas, costumbres, estilos diplomáticos y ambiciones del otro, también prefiguró la creciente presión británica sobre China para acomodar su red comercial e imperial en expansión. La falta de conocimiento y comprensión mutua de ambas partes seguiría afectando a la dinastía Qing, que se enfrentó a una creciente presión extranjera y a la inestabilidad interna durante el siglo XIX.
Aunque la embajada de Macartney regresó a Londres sin obtener ninguna concesión de China, la misión puede calificarse de éxito, ya que trajo consigo observaciones detalladas de un gran imperio. El pintor William Alexander acompañó a la embajada y publicó numerosos grabados basados en sus acuarelas. Sir George Staunton fue el encargado de elaborar el relato oficial de la expedición tras su regreso. Esta obra de varios volúmenes se extrajo principalmente de los papeles de Lord Macartney y de los de Sir Erasmus Gower, que era el comandante de la expedición. Sir Joseph Banks se encargó de seleccionar y organizar el grabado de las ilustraciones de este registro oficial.

## Miembros
La Embajada Macartney estaba formada por un centenar de personas, entre ellas:
- George Macartney, Primer conde Macartney
- El segundo al mando: George Leonard Staunton, acompañado por su hijo de 12 años Sir George Staunton, 2.º Baronet
- Controlador:  John Barrow
- Médicos: Hugh Gillan, William Scott
- Artistas: Los pintores William Alexander y Thomas Hickey
- Científico: James Dinwiddie (astrónomo)
- Jardineros botánicos: David Stronach, John Haxton
- Comandante: Erasmus Gower, capitán del HMS Lion (1777)
- Teniente John Crewe, 2.º barón de Crewe
- Teniente Henry William Parish, oficial de Artillería Real y dibujante de formación[36]
- Teniente-Coronel George Benson, Comandante de la Guardia del Embajador, compuesta por cincuenta hombres[37][38]
- Intérpretes: Paolo Cho (en chino tradicional, 周保羅) y Jacobus Li (en chino tradicional, 李雅各; en chino tradicional, 李自標; pinyin, Li Zibiao)